# 32. SS-Freiwilligen-Grenadier-Division „30. Januar“
Die 32. SS-Freiwilligen-Grenadier-Division „30. Januar“ wurde am 30. Januar 1945 mit Befehl vom 26. Januar 1945 auf dem SS-Truppenübungsplatz Kurmark aus Truppen des Ersatzheeres und der Kampfgruppe Schill aufgestellt. Die Division kämpfte zunächst in Teilen, später als Verband, an der Ostfront und wurde im Kessel von Halbe aufgerieben. Kleinen Teilen gelang der Durchbruch zur 12. Armee. Diese ergaben sich am 3. Mai 1945 amerikanischen Truppen in Tangermünde.

## Geschichte

### Aufstellung
Ursprünglich war die Division als Panzergrenadierdivision geplant gewesen, aufgrund des akuten Mangels an Kampffahrzeugen und Treibstoff wurde sie jedoch noch in der Aufstellung zur Grenadier-Division umgegliedert. Das Personal stammte größtenteils von Ersatzeinheiten des Heeres, die Himmler in seiner Funktion als Oberbefehlshaber des Ersatzheeres unterstanden. Ergänzt wurde die Division u. a. aus den Wachmannschaften der aufgelösten Konzentrationslager.
Das bereits im Sommer 1944 zur Niederschlagung des Slowakischen Aufstands aufgestellte SS-Freiwilligen-Grenadier-Regiment 86 „Schill“ bildete den Grundstock der neuen Division und wurde durch das ab 25. Januar 1945 auf dem Truppenübungsplatz Kurmark (bei Lieberose in Brandenburg) aus Lehrpersonal und Rekruten, Fronturlaubern sowie den Ausbildungs- und Ersatzbataillonen 1, 9 und 16 aufgestellte SS-Freiwilligen-Grenadier-Regiment 87 „Kurmark“ ergänzt. Das SS-Freiwilligen-Grenadier-Regiment 88 wurde im März aus einer Kampfgruppe der SS-Führerschule des Wirtschafts- und Verwaltungsdienstes und Teilen des I./SS-Polizei-Regiments 34 der Ordnungspolizei, Heeresangehörigen und Volkssturm gebildet.
Das SS-Artillerie-Regiment 32 wurde am 30. Januar 1945 auf dem SS-Truppenübungsplatz Kurmark aufgestellt und bestand überwiegend aus Einheiten der SS-Artillerie-Ausbildungs- und Ersatzregiments Prag.
Das SS-Pionier-Bataillon 32 wurde durch Angehörige der SS-Pionier-Schule Hradischko, die bereits im SS-Regiment „Schill“ gedient hatten, gebildet und mit Ungarn und Rumänen aufgefüllt.
Die Panzerjäger-Kompanie des SS-Regiments „Schill“ bildete zusammen mit der SS-Panzerjäger-Abteilung 16 der 16. SS-Panzergrenadier-Division „Reichsführer SS“ die SS-Panzerjäger-Abteilung 32, die somit über 22 Sturmgeschütze III und 9 Sturmhaubitzen 42, bei einer Soll-Stärke von 14 StuGs, verfügte.
Mitte März wurde die Flak-Abteilung z. b. V. des SS-Führungshauptamtes, die zwischenzeitlich als SS-Flak-Abteilung 550 beim V. SS-Gebirgs-Korps eingesetzt war, der Division unterstellt.

### Fronteinsatz aller Truppen
Im Februar 1945 wurden alle verfügbaren Truppen an die Front befohlen, so auch die bereits formierten Einheiten der 32. SS-Freiwilligen-Grenadier-Division „30. Januar“, vor allem das Pionier-Bataillon und Einheiten des Regiments „Schill“. Erst Ende Februar wurde die Division als geschlossener Verband eingesetzt. Im März kam die Division in Vogelsang gegen überlegene sowjetische Kräfte zum Einsatz, bis es am 12. April 1945 als Armee-Reserve in den Raum Seelow befohlen wurde. 

### Seelower Höhen
Der Angriff der Roten Armee auf die Seelower Höhen führte letztlich zum Einschluss der 9. Armee, und auch der 32. SS-Division. In der Nacht vom 28. auf den 29. April brachen die Überreste der Division aus dem Kessel von Halbe aus.

### Kapitulation
Die Reste der Division konnten sich bis zum 3. Mai nach Tangermünde durchschlagen, wo sie sich der 102. US-Infanterie-Division ergaben.

## Vorgesehene Gliederung
- SS-Freiwilligen-Grenadier-Regiment 86 „Schill“
- SS-Freiwilligen-Grenadier-Regiment 87 „Kurmark“
- SS-Freiwilligen-Grenadier-Regiment 88
- SS-Freiwilligen-Artillerie-Regiment 32
  - SS-Panzerjäger-Abteilung 32
  - SS-Füsilier-Bataillon 32
  - SS-Flak-Abteilung 32
  - SS-Pionier-Bataillon 32
  - SS-Nachrichten-Abteilung 32
  - SS-Feldersatz-Bataillon 32

Dieser Großverband der Waffen-SS wurde erst spät im Krieg aufgestellt und erreichte nie seine volle Stärke.

## Kommandeure
- 30. Januar bis 5. Februar 1945: SS-Standartenführer Johannes Mühlenkamp
- 5.–17. Februar 1945: SS-Standartenführer Joachim Richter
- 17. Februar bis 15. März 1945: SS-Oberführer Adolf Ax
- 15. März bis 8. Mai 1945: SS-Standartenführer Hans Kempin